# Toots Thielemans
Jean Baptiste Frederic Isidor "Toots" baron Thielemans (født i Bruxelles 29. april 1922, død 22. august 2016) var en belgisk jazzmusiker, der især var kendt for sit mundharmonikaspil og sin fløjten (med munden). Han var tillige en fremragende guitarist. Han bliver af jazz-entusiaster og kritikere ofte kaldt den bedste jazz-mundharmonikaspiller i det tyvende århundrede. Han spillede i Benny Goodmans band på dets turne i 1950.
Han har medvirket i Niels Lan Dokys film: Between A Smile And A Tear.

## Udmærkelser og priser

### Ærestitler[2]
- Forhøjet til "Baron Thielemans" ved kongelig ordre
- Kommandør i den belgiske Leopold-orden
- Ridder i den belgiske Leopold II-orden
- Ridder i den franske orden af kunst og litteratur
- Kommandør i den brasilianske Rio Branco orden
- Æresdoktortitel fra universiteterne Université libre de Bruxelles og Vrije Universiteit Brussel

### Priser
- Nominering til Grammy Award for bedste instrumentale tema "Bluesette": 1964[3]
- DownBeat-vinder Diverse instrumenter (mundharmonika): 1978→1996, 1999→2008, 2011, 2012[4]
- Nominering til Grammy Award for bedste album for stort jazzensemble "Affinity": 1980[5]
- Nominering til Grammy Award for bedste jazzinstrumentalsolo "Bluesette": 1992
- Zamu Music Lifetime Achievement Award: 1994
- North Sea Jazz Bird Award: 1995[6]
- Grammy Award for bedste album, ikke klassisk "Q's Jook Joint": 1997
- Edison Jazz Career Award: 2001[7]
- German Jazz Trophy: 2004[8]
- Octaves de la Musique Album of the Year "One More for the Road": 2006[9]
- Bronze Zinneke Award: 2006[10]
- Klara Career Prize: 2007[11]
- National Endowment for the Arts Jazz Master Award: 2009[12]
- Concertgebouw Jazz Award: 2009[13]
- San Sebastian Jazz Festival Premio Donostiako: 2011[14]
- Honorary member of the Union of Performing Artists: 2011[15]
- Den franske Académie Charles Cros Career Award: 2012[16]
- Music Industry Lifetime Achievement Award: 2017[17]
- Nominering til IFMCA Award - Best Film Music Compilation Album “The Cinema of Quincy Jones”: 2017[18]

### Navne referencer
- 2 Hohner mundharmonika-typer: Toots Mellow Tone[19] og Toots Hard Bopper[20]
- Toots Thielemans Jazz Awards i Bruxelles, fra 2007[21]
- Gader i Forrest, Bruxelles (Rue Toots Thielemans) og Middelburg (Toots Thielemansstraat) [22]
- Skoler i Bruxelles, E.F.A. A.R. Toots Thielemans,[23] og Athénée Royal Toots Thielemans[24]
- En Métro de Bruxelles station: Toots Thielemans[25]
- En asteroide: (13079) Toots[26]

Thielemans var æresborger i Dinant, Molenbeek, Sint-Amands og La Hulpe 

## Diskografi (udvalg)

### Solo-albums
- The Sound (1958)
- Man Bites Harmonica! (1958)
- The Soul of Toots Thielemans (1960)
- Captured Alive (1974)
- Toots Thielemans Live (1974)
- Live, Vol. 2 (1975)
- Live in the Netherlands med Niels-Henning Ørsted Pedersen (1980)
- Bringing It Together (1984)
- Do Not Leave Me (1986)
- Only Trust Your Heart (1988)
- Footprints (1991)
- For My Lady (1991)
- The Brasil Project (1992)
- The Brasil Project vol 2. (1993)
- Compact Jazz (1993)
- East Coast, West Coast (1994)
- Concerto For Harmonica (1995)
- Aquarelo do Brasil (1995)
- Chez Toots (1998)
- The Live Takes, volume 1 (2000)
- Hard to Say Goodbye, the very best of Toots Thielemans (2000)
- Toots Thielemans & Kenny Wener (2001)
- Toots Thielemans - Live at the Hague Jazz Festival (2010)
- European Quartet Live (2010)

### Samarbejder
- med George Shearing & Peggy Lee: Beauty and the Beat (1958)
- med George Shearing: Shearing on Stage! (1959)
- med George Shearing & Dakota Staton: In the Night (1958)
- med Peggy Lee: Blues Cross Country (1962)
- med Peggy Lee: Somethin' Groovy! (1967)
- med Elis Regina: Honeysuckle Rose Aquarela Do Brasil (1969)
- med Quincy Jones: Walking in Space (1969)
- med Quincy Jones: Smackwater Jack (A&M, 1971)
- med Brook Benton: Brook Benton Today (1970)
- med Melanie: Gather Me (1971)
- med John Denver: Aerie (1971)
- med Svend Asmussen: Toots & Svend (1973)
- med John Denver: Farewell Andromeda (1973)
- med Beppe Wolgers: Dunderklumpen (1974)
- med Paul Simon: Still Crazy After All These Years (1975)
- med Oscar Peterson: The Oscar Peterson Big 6 at Montreux (1975)
- med Urbie Green: The Fox (1976)
- med Östen Warnerbring: Höresund (1979)
- med C.V. Jørgensen: Johnny Larsen (1979)
- med Bill Evans: Affinity (1979)
- med Dizzy Gillespie: Digital at Montreux, 1980 (1980)
- med Oscar Peterson: Live at the North Sea Jazz Festival, 1980 (1980)
- med Sarah Vaughan: Songs of The Beatles (1981)
- med Jaco Pastorius: Word of Mouth (1981)
- med Joe Pass og Niels-Henning Ørsted Pedersen: Live in the Netherlands (1982)
- med Billy Joel: An Innocent Man (1983)
- med Julian Lennon: Valotte (1984)
- med Mezzoforte: Check It Out (1986)
- med James Last: Theme from Der Landarzt (1987)
- med Svend Asmussen: Toots & Svend (1987)
- med Pat Metheny: Secret Story (1992)
- med Gösta Rundqvist Trio: Bernhard's Boat (1997)
- med Fumio Karashima: Rencontre (1999)
- med Åke Johansson Trio og Chet Baker: Chet & Toots (1998)
- med Danmarks Radios Big Band og Etta Cameron: Lady Be Good (2003)
- med James Taylor: James Taylor at Christmas (2006)
- med Tito Puente: Live in Brussels (2011)